# Płaskosz pędowy borówki
Płaskosz pędowy borówki (Exobasidium juelianum Nannf.) – gatunek grzybów z rodziny płaskoszowatych (Exobasidiaceae).

## Systematyka i nazewnictwo
Pozycja w klasyfikacji według Index Fungorum: Exobasidium, Exobasidiaceae, Exobasidiales, Exobasidiomycetidae, Exobasidiomycetes, Ustilaginomycotina, Basidiomycota, Fungi.
Po raz pierwszy opisał go w 1981 r. John Axel Nannfeldt. Polską nazwę zarekomendowała Komisja do spraw polskiego nazewnictwa grzybów.

## Morfologia
Grzyb pasożytniczy rozwijający się na liściach, pędach i pąkach kwiatowych borówki brusznicy. Przenika strzępkami do jej tkanek powodując zniekształcenia. Wytwarzane przez grzybnię podstawki wydostają się przez zniszczoną epidermę, lub aparaty szparkowe. Bazydiospory cienkościenne, gładkie. Po wykiełkowaniu wyrasta z nich grzybnia wytwarzająca zarodniki konidialne.

## Występowanie
Stanowiska tego gatunku w Polsce po raz pierwszy podano w Kampinoskim Parku Narodowym w 2017 r.